# Гарден-Рут (район)
Гарден-Рут (англ. Garden Route, африк. Tuinroete) — районный муниципалитет в Западно-Капской провинции ЮАР, ранее известный как районный муниципалитет Эден.

## География
Район Гарден-Рут расположен в юго-восточной части провинции. Имеет площадь 23 331 км² и население 574 265 человек по переписи 2011 года. На территории района находятся такие примечательные места как Садовый маршрут, крупнейший в мире авиарий «Птицы Эдема», Малое Карру, деревня Нейчерс-Валли и мост Блукранс (частично на территории района). С запада район ограничен устьем реки Бриде и горным хребтом Лангеберг (район Оверберг), с севера — горным хребтом Свартберг (район Сентрал-Кару), с востока Восточно-Капской провинцией (район Какаду) и с юга — Индийским океаном.
Район Гарден-Рут разделён на семь местных муниципалитетов: Канналанд, Хессека, Мосселбай, Джордж, Оудсхорн, Битоу и Найсна.
Крупнейшие города Гарден-Рут (в скобках указано количество жителей на 2011 год, полужирным выделен адм. центр): Джордж (157 394), Оудсхорн (61 507), Мосселбай (59 031), Найсна (51 078), Плеттенберг-Бей (31 804), Риверсдейл (16 176), Ледисмит (7127).

## Демография
По оценкам 2007 года в Гарден-Рут проживало 513 307 человек.
По переписи 2011 года в Гарден-Рут проживало 574 265 человек. Расовый состав: цветные — 54,2 %, негры — 24,7 %, белые — 19,2 %, индийцы и другие азиаты — 0,4 %, прочие — 1,5 %. Женщины составляли 51,1 % населения, мужчины — 48,9 %. 25,8 % жителей были младше 15 лет, 7,7 % — старше 65 лет. В качестве своего родного языка указали африкаанс — 70,8 % жителей района, коса — 18,3 %, английский — 7,5 %.
Безработица составила 22,5 %.